# Некрасово (Свердловская область)
Некрасово — село в Белоярском районе Свердловской области России. Входит в Белоярский муниципальный округ. Ранее было центром Некрасовского сельсовета Белоярского района.

## География
Село Некрасово расположено на обоих берегах реки Каменки, в 2,5 километрах выше Верхнего пруда, в 18 километрах к востоко-юго-востоку от посёлка Белоярского (в 24 километрах по автомобильной дороге).

### Часовой пояс
Некрасово, как и вся Свердловская область, находится в часовой зоне МСК+2. Смещение применяемого времени относительно UTC составляет +5:00.

### Улицы
В селе 17 улиц: Алексеевская, Береговая, Брусничная, Григорьевская, Клубничная, Ленина, Лесная, Новая, Озёрная, Праздничная, Пролетарская, Прудовая, Речная, Садовая, Советская, Уральская и Урожайная; пять переулков: Восточный, Клубный, Набережный, Северный и Школьный; одно садоводческое некоммерческое товарищество — «Надежда».

## История села
Деревня Некрасова, давшая название приходу, основана в конце XVII века крестьянином села Покровского Ирбитского уезда — Некрасовым, который, осматривая по поручению своих общественников места для переселения, нашёл это место самым лучшим и удобным как по пахоте и покосу, так и лесу. До открытия в 1848 года самостоятельного прихода, состоящего из одного села, деревня Некрасова принадлежала к селу Белоярскому, потом — к Бруснятскому, а с 1803 года — к Грязновскому (в 12 вёрстах), от которого отделилась по неудобству сообщения и за дальности расстояния. В начале XX века численность жителей составляло 999 мужского и 1014 женского пола, все были русские и государственными крестьянами. В начале XX века все они занимались землепашеством и торговлей рогатым скотом и лошадями, закупаемыми в Сибири, а также плотничеством и изготовлением кирпича.
В начале XX века в селе существовала земская школа.

## Свято-Троицкая церковь
В 1848 году был построен деревянный храм во имя Алексия человека Божия, но он сгорел в 1851 году. В 1855 году был заложен каменный двухпрестольный храм. Главный (холодный) придел во имя Святой Живоначальной Троицы был окончен в 1865 году, а освящён — в 1875 году. Придельный (тёплый) во имя Алексия человека Божия был окончен и освящён в 1858 году. В 1863 году была построена колокольня. В 1898 году престол в тёплом храме, вследствие маловместительности последнего, был упразднён и на его месте поставлен мраморный памятник с иконою Алексия человека Божия, огражденный железной решёткой; при этом холодный храм обращен в тёплый, будучи соединен с прежним теплой аркой. В храме находились икона Святого Димитрия Ростовского Чудотворца, писанная в 1765 году, и Святое Евангелие, изданное в 1701 году. Причт, состоявший из священника и псаломщика, пользовался двумя церковными домами.
Свято-Троицкая церковь была закрыта в 1936 году, а перед этим в 1922 году из храма было изъято 21,6 килограмма серебра.
В 2018 году начались работы по восстановлению храма. 20 июля произошло грандиозное событие на храм были установлены купола.

## Население
| 2002 | 2010 | 2021 |
| ---- | ---- | ---- |
| 741  | ↘702 | ↘652 |